# ایواتو (ووندروزو)
ایواتو (به لاتین: Ivato) یک منطقهٔ مسکونی در ماداگاسکار است که در وندروزو واقع شده‌است. ایواتو ۸٬۰۰۰ نفر جمعیت دارد و ۲۵۸ متر بالاتر از سطح دریا واقع شده‌است.